# Grania roscoffensis
Grania roscoffensis är en ringmaskart som beskrevs av Lasserre 1967. Grania roscoffensis ingår i släktet Grania och familjen småringmaskar. Arten är reproducerande i Sverige. Inga underarter finns listade i Catalogue of Life.